# Fleischer (Familienname)
Fleischer ist ein Familienname.

## Namensträger

### A
- Adalbero Fleischer (1874–1963), deutscher Missionar, Bischof von Tiberiopolis
- Aenne Fleischer (* 1999), deutsche Kinderbuchautorin
- Alain Fleischer (* 1944), französischer Regisseur, Schriftsteller, Fotograf und Plastiker
- Alexander Fleischer (* 1981), deutscher Pianist und Hochschullehrer
- Alfred Fleischer (Jagdflieger) (1895–1978), deutscher Jagdflieger
- Alfred Fleischer (Musiker) (1901–nach 1954), deutscher Harfenist
- Amalia Fleischer (1885–1944), italienische Rechtsanwältin und Holocaustopfer
- Andrea Fleischer (* 1963), deutsche Langstreckenläuferin
- Andreas Fleischer (* 1957), deutscher Denkmalpfleger
- Anja Fleischer (* 1979), deutsche Fußballspielerin
- Annett Fleischer (* 1979), deutsche Schauspielerin und Moderatorin
- Annette Fleischer-Peters (1929–2025), deutsche Kieferorthopädin und Hochschullehrerin für Kieferorthopädie
- Anton Fleischer (Chemiker) (1845–1877), österreichischer Chemiker
- Anton Fleischer (Komponist) (1891–1945), ungarischer Komponist und Dirigent
- Antonín Fleischer (auch Anton Fleischer; 1850–1934), tschechischer Entomologe
- Ari Fleischer (* 1960), US-amerikanischer Pressesprecher
- Arno Fleischer (1926–2005), deutscher Maler und Grafiker
- August Fleischer (1841–1931), norwegischer Eisenbahningenieur und -manager

### B
- Bernd Fleischer (* 1957), deutscher Gitarrist
- Bernhard Fleischer (* 1950), deutscher Mediziner
- Bodo Fleischer (1930–2013), Architekt
- Bruno Fleischer (1874–1965), deutscher Augenarzt

### C
- Carl Christoph Wilhelm Fleischer (1727–1787), deutscher Architekt
- Carl Gustav Fleischer (1883–1942), norwegischer Generalmajor
- Cecil Fleischer (* 1973), ghanaischer Fußballschiedsrichter
- Chad Fleischer (* 1972), US-amerikanischer Skirennläufer
- Charles Fleischer (* 1950), US-amerikanischer Stand-up-Comedian, Schauspieler, Musiker und Synchronsprecher
- Christiane Fleischer (* 1963), deutsche Richterin und Gerichtspräsidentin
- Curt Fleischer (1847–1905), deutscher Gymnasiallehrer und Klassischer Philologe

### D
- Dave Fleischer (1894–1979), US-amerikanischer Animator, Regisseur und Produzent
- David Fleischer (1646–1716), deutscher Kaufmann und Rittergutsbesitzer, siehe David von Fletscher
- Dean Fleischer Camp, US-amerikanischer Filmschaffender

### E
- Emil Fleischer (1843–1928), deutscher Chemiker
- Ernst Fleischer (Architekt) (1851–1905), deutscher Architekt
- Ernst Gerhard Fleischer (1799–1832), deutscher Buchhändler, Buchdrucker und Verleger
- Eva Fleischer (1922–2016), deutscher Kammersängerin

### F
- Fips Fleischer (1923–2002), deutscher Musiker und Komponist
- Florian Fleischer (* 1978), deutscher Basketballspieler
- Franz von Fleischer (1801–1878), deutscher Botaniker
- Franz Fleischer (1858–1924), deutscher Theologe, Pädagoge und Heimatforscher
- Frederik Diderik Sechmann Fleischer (1783–1849), dänisch-norwegischer Kaufmann und kommissarischer Inspektor von Nordgrönland
- Friedrich Fleischer (Verleger) (1794–1863), deutscher Buchhändler und Verleger
- Friedrich Fleischer (Maler) (1861–1938), deutscher Porträt- und Genremaler
- Friedrich Gottlob Fleischer (1722–1806), deutscher Organist und Komponist
- Friedrich-Wilhelm Fleischer (1890–1952), deutscher Admiral
- Fritz Fleischer (Leichtathlet) (1894–1943), österreichischer Leichtathlet
- Fritz Fleischer (Unternehmer) (1903–1989), deutscher Unternehmer

### G
- Georg Fleischer der Ältere (um 1535–1609), deutscher Bildschnitzer und Hoftischler
- Georg Fleischer (Holzschneider) (1806–1858), deutscher Holzschneider
- Georg Fleischer (1889–1944), deutscher Gewerkschaftsfunktionär und Widerstandskämpfer, siehe Liste der Stolpersteine in Berlin-Kreuzberg
- Georg Friedrich Fleischer (1794–1863), deutscher Buchhändler und Verleger
- Georg-Michael Fleischer (1941–2022), deutscher Chirurg
- Gerd Fleischer (1927–2018), deutscher Maschinenbauingenieur und Hochschullehrer
- Gerhard Fleischer (1769/1770–1849), deutscher Verleger und Buchhändler
- Gundolf Fleischer (* 1943), deutscher Politiker (CDU)

### H
- Hagen Fleischer (* 1944), griechischer Historiker österreichischer Herkunft
- Hanns Fleischer (1890–1969), deutscher Tenor
- Hans Fleischer (Hörfunkmoderator) (1896–1975), deutscher Hörfunksprecher
- Hans Fleischer (Komponist) (1896–1981), deutscher Komponist
- Hans Fleischer (Politiker) (1906–1984), deutscher Politiker (SPD)
- Hans Fleischer (Fahrzeugdesigner) (1919–1986), deutscher Fahrzeugkonstrukteur und -designer
- Hans Mossin Fleischer (1789–1870), norwegischer Kaufmann und kommissarischer Inspektor in Grönland
- Harald Fleischer (* 1985), deutscher Fußballspieler
- Heinrich Fleischer (Maler) (1906–??), deutscher Maler
- Heinrich Fleischer (Musiker) (1912–2006), deutscher Organist und Hochschullehrer
- Heinrich Leberecht Fleischer (1801–1888), deutscher Orientalist
- Heinz Fleischer (1920–1975), deutscher Maler, Grafiker und Textilgestalter
- Helene Fleischer (1899–1941), deutsche Politikerin (KPD)
- Helmut Fleischer (Philosoph) (1927–2012), deutscher Philosoph und Historiker
- Helmut Fleischer (Akustiker) (* 1945), deutscher Akustiker und Hochschullehrer
- Helmut Fleischer (Schiedsrichter) (* 1964), deutscher Fußballschiedsrichter
- Henrik Fleischer (Filmeditor) (* 1961), grönländisch-dänischer Filmeditor
- Henrik Fleischer (Politiker) (* 1963), grönländischer Politiker (Siumut)
- Holger Fleischer (* 1965), deutscher Jurist und Hochschullehrer

### I
- Ida Fleischer (1868–1933), deutsch-amerikanisch-schweizerische Linguistin

### J
- Jenny Fleischer-Alt (1863–1942), deutsche Sängerin (Sopran)
- Jens Jørgen Fleischer (* 1948), grönländischer Hundeschlittenführer, Expeditionsreisender und Autor
- Jens Lars Fleischer (1960–2025), grönländischer Politiker (Siumut)
- Jochem Fleischer (1937–2013), deutscher Wissenschaftler und Hochschullehrer
- Johan Sechmann Fleischer (1702–1789), dänisch-norwegischer Beamter und Kolonialangestellter
- Johann Fleischer (1908–1934), österreichischer Mörder, siehe Liste der 1933 bis 1938 nach österreichischem Recht Hingerichteten #Liste vollstreckter Todesurteile
- Johann Gottfried Fleischer (1799–1883), deutscher Lehrer, Organist und Autor
- Johann Gottlieb Fleischer (1797–1838), deutscher Botaniker, Arzt und Ornithologe
- Johann Lorenz Fleischer (1689–1749), deutscher Jurist und Hochschullehrer
- Johann Michael Fleischer (1711–1773), deutscher Autor
- Johannes Fleischer der Ältere (1539–1593), deutscher lutherischer Theologe, Pädagoge und Naturforscher
- Johannes Fleischer der Jüngere (1582–1608), deutsch-amerikanischer Arzt und Botaniker
- Jørgen Fleischer (1924–2012), grönländischer Journalist und Schriftsteller
- Josef Fleischer (1922–2002), österreichischer Architekt
- Julius Fleischer (1889–1962), österreichischer Kunsthistoriker
- Jürg Fleischer (* 1974), Schweizer Germanist
- Jürgen Fleischer (1926–2004), deutscher Hämatologe und Onkologe

### K
- Karl Fleischer (Architekt) (1880–1937), österreichischer Architekt
- Karl Fleischer (Journalist) (1915–2002), deutscher Journalist und Nachrichtensprecher
- Karl-Heinz Fleischer (1932–2009), Politiker
- Karl Moritz Fleischer (1809–1876), deutscher Pädagoge und Publizist
- Katharina Fleischer-Edel (1873–1928), deutsche Opernsängerin (Sopran)
- Kilian Fleischer (* 1985), deutscher Klassischer Philologe (Gräzist) und Papyrologe
- Klaus Fleischer (1939–2025), deutscher Tropenmediziner
- Konrad Fleischer (1920–2020), deutscher HNO-Arzt und Hochschullehrer

### L
- Lucas Fleischer, US-amerikanischer Schauspieler
- Ludwig Fleischer (1920/1921–2007), deutscher Bürgermeister und Verbandsfunktionär
- Ludwig Roman Fleischer (* 1952), österreichischer Schriftsteller
- Lutz Fleischer (Maler) (1956–2019), deutscher Maler, Grafiker und Objektkünstler
- Lutz-Günther Fleischer (1938–2023), deutscher Ingenieur und Hochschullehrer

### M
- Manfred Fleischer (Politiker) (* 1954), deutscher Forstwissenschaftler und Politiker (Bündnis 90/Die Grünen, CSU)
- Manfred Paul Fleischer (* 1928), deutscher Historiker
- Margot Fleischer (1931–??), deutsche Philosophieprofessorin
- Marie Fleischer (* 1980), grönländische Politikerin und Unternehmerin
- Matthias Fleischer (* 1973), deutscher Kameramann
- Max Fleischer (Architekt)  (1841–1905), österreichischer Architekt
- Max Fleischer (Botaniker)  (1861–1930), deutscher Maler und Botaniker
- Max Fleischer (Autor) (1880–1941), deutsch-österreichischer Jurist und Autor
- Max Fleischer (Cartoonist) (1883–1972), amerikanischer Cartoonist
- Michael Fleischer (Architekt) (1903–1983), deutscher Architekt
- Michael Fleischer (1908–1998), US-amerikanischer Mineraloge und Geochemiker
- Moritz Fleischer (1843–1927), deutscher Moorforscher, Kulturtechniker und Agrikulturchemiker

### O
- Oliver Fleischer (* 1974), deutscher Schauspieler
- Oskar Fleischer (1856–1933), deutscher Musikhistoriker
- Oskar Fleischer (SS-Mitglied) (1892–nach 1945), deutscher Gestapo-Beamter
- Otto Fleischer (1901–1989), deutscher Bergbauingenieur und Politiker
- Otto Heinrich Fleischer (1903–1954), deutscher Publizist und Herausgeber (Christ und Welt)

### P
- Paul Fleischer (1874–1960), deutscher Politiker (Zentrum)
- Peter Fleischer (Politiker) (1904–1977), grönländischer Politiker, Landesrat
- Peter Fleischer (Bankmanager), deutscher Bankmanager
- Peter Fleischer (Schachspieler) (* 1967), Schachspieler
- Philipp Fleischer (auch Ernst Philipp Fleischer; 1850–1927), deutscher Maler

### R
- Richard Fleischer (Herausgeber) (1849–1937), deutscher Publizist und Herausgeber
- Richard Fleischer (Physiker) (1897–1986), deutscher Physiker und Meteorologe
- Richard Fleischer (1916–2006), US-amerikanischer Regisseur
- Robert Fleischer (Archäologe) (* 1941), österreichischer Archäologe
- Robert C. Fleischer (* 1955), US-amerikanischer Ornithologe und Genetiker
- Ruben Fleischer (* 1974), US-amerikanischer Regisseur
- Rudolf Fleischer (1915–1984), deutscher Maler und Grafiker

### S
- Simeon Fleischer († 1581), deutscher Serienmörder

### T
- Thomas Fleischer (* 1971), deutscher Radsportler
- Tilly Fleischer (1911–2005), deutsche Leichtathletin
- Tim Fleischer (* 2000), deutscher Eishockeyspieler
- Tobias Fleischer (1630–1690), deutscher Übersetzer und Bibliothekar
- Tsippi Fleischer (* 1946), israelische Komponistin

### U
- Ulf Fleischer (* 1959), grönländischer Musiker und Komponist
- Ulrich Fleischer (1910–1978), deutscher Klassischer Philologe

### V
- Viktor bzw. Victor Fleischer (1882–1951), österreichischer Schriftsteller

### W
- Walter Fleischer (* 1924), deutscher Grafiker
- Wilhelm Fleischer (1767–1820), deutscher Buchhändler
- Wolfgang Fleischer (Germanist) (1922–1999), deutscher Germanist
- Wolfgang Fleischer (Schriftsteller) (1943–2014), österreichischer Schriftsteller und Übersetzer
- Wolfgang Fleischer (Historiker) (* 1952), deutscher Militärhistoriker

### Z
- Zdeněk Fleischer (1905–1978), tschechischer Kakteenzüchter und Autor
- Zool Fleischer (* 1958), französischer Jazz-Pianist und Komponist